# 4 U
Albums de Elva Hsiao
Tomorrow
(2001) Love's Theme Song, Kiss
(2002)
4 U est le 4ealbum de Elva Hsiao, sorti sous le label Virgin Records le 11 février 2002 à Taïwan.

## Liste des titres
| 1.  | Ai Ni Bu Yao Ju Li (愛你不要距離; Loving You Doesn't Need a Distance) | 3:36 |
| 2.  | Wen Zi Ji (問自己; Ask Myself)                                        | 4:33 |
| 3.  | Wo Xi Huan Ni Kuai Le (我喜歡你快樂; I Like You Happy)                | 3:56 |
| 4.  | Kuai Ge (快歌; Fast Song)                                             | 3:20 |
| 5.  | Kao Jin Yi Dian (靠近一點; Close to 1 O'clock)                        | 3:38 |
| 6.  | Zi Ji Ren (自己人; Insiders)                                          | 4:03 |
| 7.  | Wo Men De Ji Mo (我們的寂寞; Our Loneliness)                          | 4:25 |
| 8.  | Xiao Zhe Ai Ni (笑著愛你; Laugh With Love You)                        | 4:26 |
| 9.  | Yin Wei Ni (因為你; Because of You)                                   | 4:17 |
| 10. | Cha Qu'(插曲; Episode)                                                | 4:48 |
| 11. | And I Know (混音版本)                                                 | 3:42 |